# Кулаково (Гірськомарійський район)
Кулако́во (рос. Кулаково, марій. Кулаково) — село у складі Гірськомарійського району Марій Ел, Росія. Адміністративний центр Червоноволзького сільського поселення.

## Населення
Населення — 510 осіб (2010; 459 у 2002).
Національний склад (станом на 2002 рік):
- марі — 71 %